# Aeropuerto de la Ciudad de Derry
El Aeropuerto de la Ciudad de Derry (IATA: LDY, OACI: EGAE) es un aeropuerto ubicado a 6 nmi (11,1 km) al noreste de Londonderry, Irlanda del Norte, Reino Unido. Se encuentra en el flanco sur de Lough Foyle, a una corta distancia de la villa de Eglinton y a 8 nmi (14,8 km) del centro de la ciudad. La ubicación del aeropuerto junto a una reserva de pájaros ha sido un fuerte motivo de preocupación durante algún tiempo tras diversos reportes de colisión con pájaros, el último de los cuales se produjo el 3 de agosto de 2009.
El número de pasajeros en 2009 fue de 345.857, un descenso del 21,2% en comparación con 2008.
El aeródromo de Eglinton, como es conocido localmente, cuenta con la licencia de la CAA que permite vuelos para el transporte público de pasajeros o para vuelos de instrucción.

## Historia
El aeropuerto tiene sus orígenes en la Segunda Guerra Mundial.  En 1941 la base aérea de RAF Eglinton fue inaugurada, albergando esta el Escuadrón 133 de la RAF que operó cazas Hurricane en defensa de la ciudad. En 1942 la base fue ocupada por el Escuadrón 41 de la RAF.
Tras el conflicto armado gran parte de los terrenos regresaron a sus propietarios originales. El nombre inicial del aeropuerto fue el de Aeropuerto de Londonderry Eglinton y fue normalmente mencionado sólo como Eglinton. Unas pocas actividades comerciales pudieron ser efectuadas en el aeródromo durante los sesenta cuando Emerald Airways operó un vuelo a Glasgow. Durante los setenta el único vuelo en Eglinton fue efectuado por Eglinton Flying Club que aun sigue a día de hoy en el aeropuerto. En 1978 el consorcio de la ciudad de Londonderry decidió adquirir el aeródromo con vistas a mejorar la infraestructura de transporte en el noroeste de Irlanda. El aeropuerto ha ido creciendo desde entonces con vuelos chárter privados de corto alcance a varios destinos en las islas británicas. Loganair introdujo el primer vuelo regular entre Londonderry y Glasgow en 1979, una ruta recientemente suprimida debido a los elevados costes de combustible. Esta fue la única ruta durante diez años hasta que Loganair introdujo un vuelo diario adicional a Mánchester en 1989.

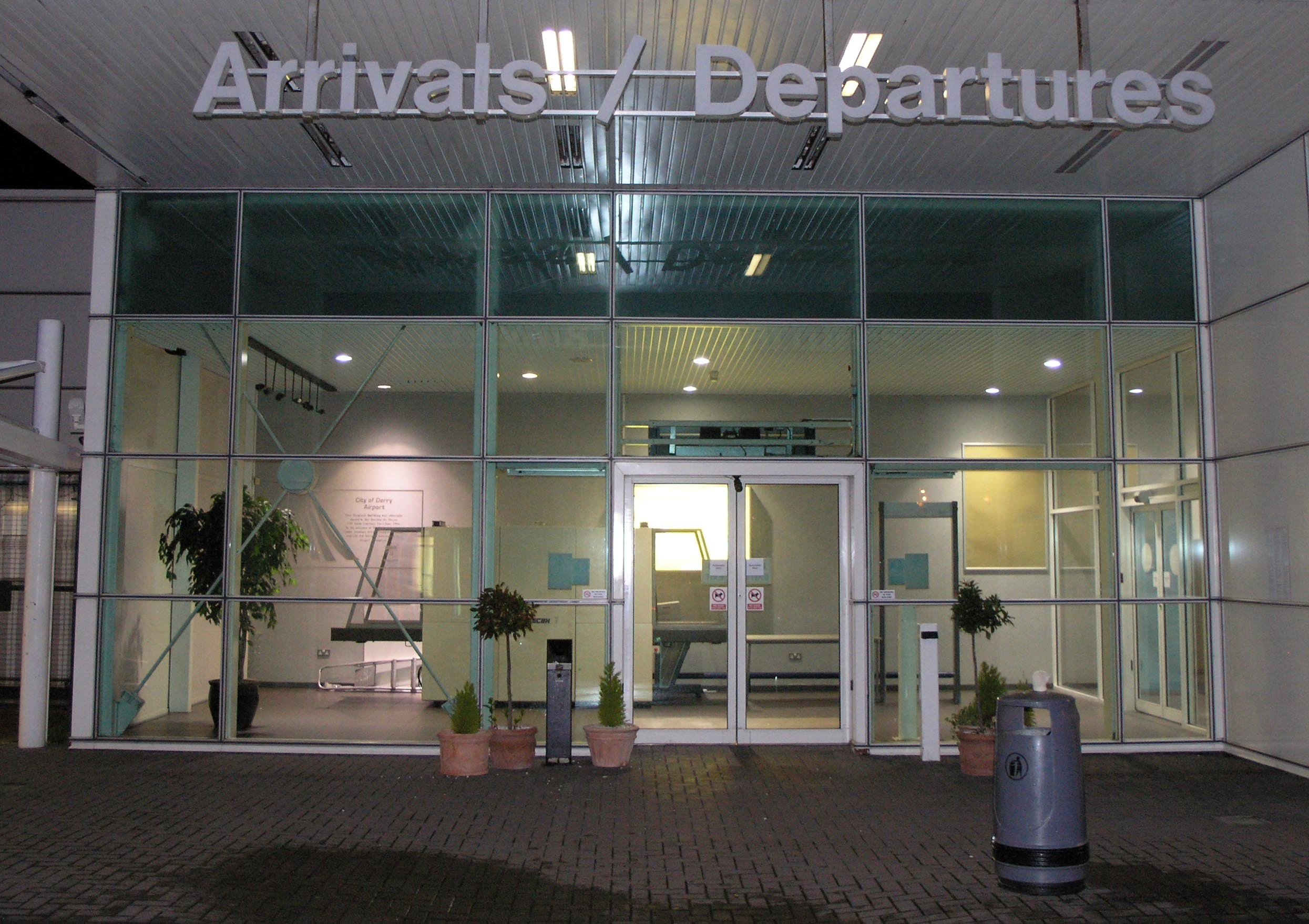
Entrada al aeropuerto.

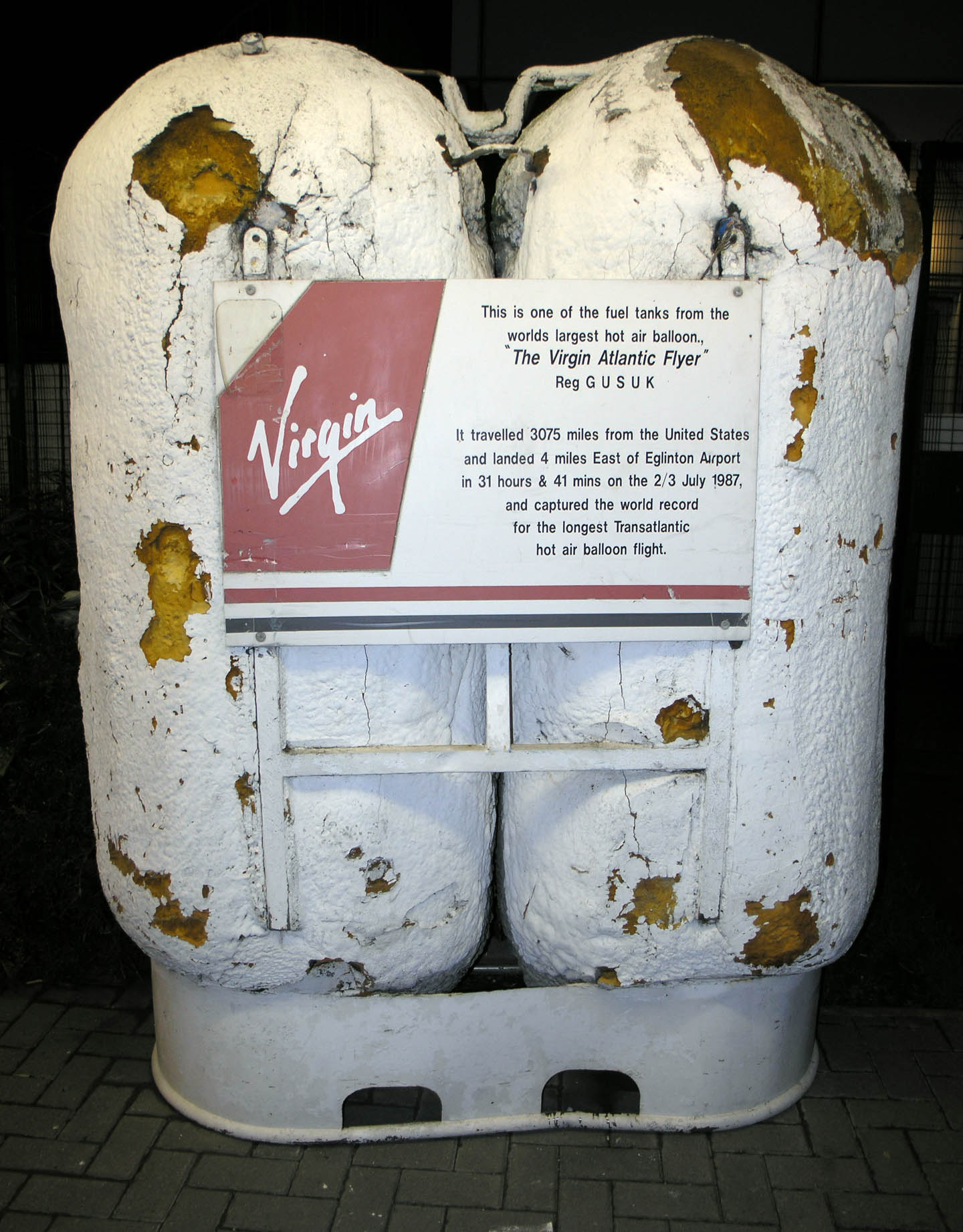
Tanques de combustible en el aeropuerto pertenecientes al Virgin Atlantic Flyer, el aerodirigible transatlántico de aire caliente, que aterrizaba a cuatro millas del aeropuerto en 1987

Aer Arann operó vuelos a Mánchester y Birmingham durante un corto periodo de tiempo.
A finales de 2008, British Airways, operado por Loganair bajo acuerdo de franquicia, canceló la ruta a Glasgow International que había sido operada los últimos treinta años, tras sufrir pérdidas en julio de 2008. Esta ruta es actualmente operada por Aer Arann. Aer Lingus Commuter había operado previamente esta ruta hasta 1994.
Ryanair también canceló su ruta a Brístol y cambió la ruta Londonderry - East Midlands por la Londonderry - Birmingham anunciando nuevos vuelos a Londres Luton y el primer vuelo regular internacional del aeropuerto a Alicante en España, que fue iniciado en 2009. La ruta a Londres Luton fue posteriormente cancelada el 27 de marzo de 2010.

## El futuro

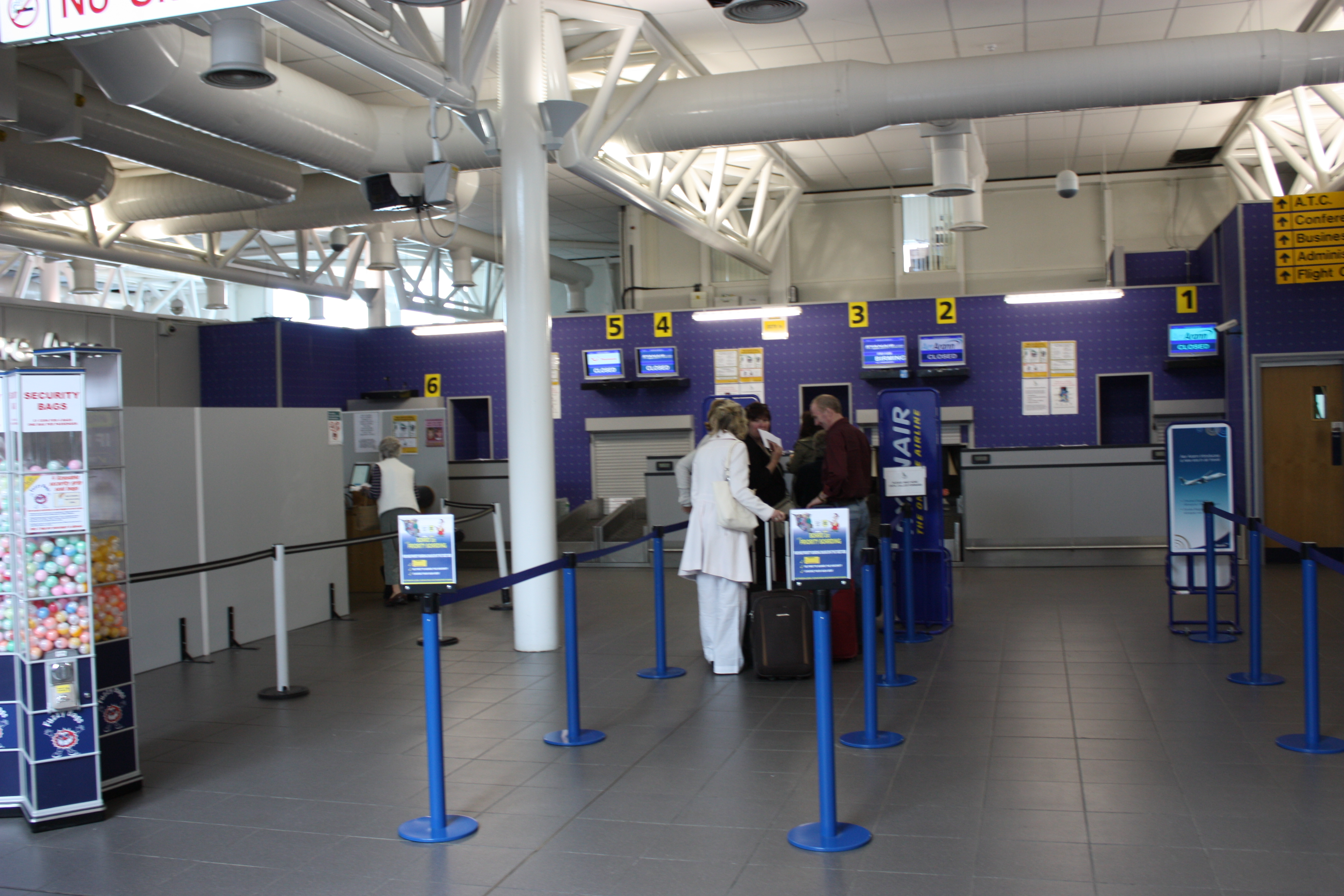
Mostradores de facturación 1-6

La reciente conclusión de la extensión de la zona de seguridad de pista y los trabajos en plataforma han permitido a la CAA retirar la restricción de límite de operaciones aéreas en el aeropuerto. Esto ha supuesto un aumento en la oferta de plazas y en el número de pasajeros en el aeropuerto. Ha permitido así mismo que Ryanair haya establecido su primera ruta internacional desde el aeropuerto a Alicante en España. También se anunció la operación de un vuelo chárter a Burgas en Bulgaria operado por BH Air.
En abril de 2009 el consorcio firmó un contrato multimillonario de ampliación de la terminal para incrementar el crecimiento de pasajeros y cumplir con las actuales regulaciones de aduanas e inmigración de Europa. Está previsto aumentar el tamaño de la sala de llegadas y abrir dos tiendas y dos zonas de restauración en la sala de salidas, así como levantar una sala vip y de negocios.
A mediados de 2009 comenzaron los trabajos de duplicación en la A2 desde Maydown a Eglinton y el aeropuerto, que quedaron concluidos en noviembre de 2010 proporcionando una conexión de alta velocidad de doble sentido a la ciudad. Este proyecto se pretende que sea el primero de una serie de esquemas incluyendo la duplicación de la "A5 desde Londonderry a Aughnacloy" que se pretende comenzar en 2012 y la duplicación de la "A6 de Dungiven a Londonderry" que se iniciará en 2013. Está previsto que estas obras incrementen el área de influencia para el aeropuerto convirtiéndose así en verdadera alternativa a los otros dos aeropuertos principales de Irlanda del Norte.
También se ha anunciado que el Consorcio de la Ciudad de Derry, quien posee y opera el aeropuerto, pretende implementar un plan consisten en erigir un hotel, un hangar de pintado de aviones, terminal de carga y oficinas en los próximos diez años.
2010 dio el pistoletazo de salida a la ruta a Faro en Portugal con Ryanair, el segundo destino regular internacional del aeropuerto. También se anunciaron rutas a Edimburgo y Mánchester con Aer Arann, sin embargo debido a una demanda inferior a la prevista las rutas han sido suspendidas a la espera de unas condiciones de mercado más favorables.
El aeropuerto ha comenzado a ofrecer vuelos de Ryanair en rutas desde el aeropuerto a ciudades europeas como Barcelona y París. Además están en conversaciones con un tercer operador para tratar el tema del posible restablecimiento del vuelo a Brístol y, posiblemente, a uno de los aeropuertos de negocios de Londres como Gatwick o Heathrow.
En abril de 2010, se anunció el cambio de ciclo en el aeropuerto tras haber sufrido una recesión de pasajeros. El incremento fue de 562 pasajeros y pese a lo modesto de la cifra, también se anunció que los primeros vuelos a Faro fueron totalmente completo.
Un informe de Ilex-URC en septiembre de 2010, anunció que había intenciones de crecer e incrementar el número de rutas regulares desde el aeropuerto de las siete presentes en 2010, a diez en 2015, y quince en 2020.

## Beneficios
- Bajo nivel de utilización.
- Una sola terminal.

## Aerolíneas y destinos

### Destinos internacionales
| Ciudades por países | Nombre del aeropuerto               | Aerolíneas                                                       | Aeronaves | Frecuencias semanales |        |
| Europa              | Europa                              | Europa                                                           | Europa    | Europa                | Europa |
| ------------------- | ----------------------------------- | ---------------------------------------------------------------- | --------- | --------------------- | ------ |
| España              |                                     |                                                                  |           |                       |        |
| Palma de Mallorca   | Aeropuerto de Palma de Mallorca     | AlbaStar (Chárter estacional) (inicia 27 de junio de 2024)       | B737-800  |                       |        |
| Italia              |                                     |                                                                  |           |                       |        |
| Verona              | Aeropuerto de Verona-Villafranca    | Neos (Chárter)                                                   | B7x7      |                       |        |
| Reino Unido         |                                     |                                                                  |           |                       |        |
| Birmingham          | Aeropuerto de Birmingham            | Ryanair (inicia 3 de abril de 2024)                              | B737      |                       |        |
| Glasgow             | Aeropuerto Internacional de Glasgow | Loganair                                                         |           |                       |        |
| Londres             | Aeropuerto de Londres-Heathrow      | Loganair                                                         |           |                       |        |
| Mánchester          | Aeropuerto de Mánchester            | Ryanair                                                          | B737      |                       |        |
| Portugal            |                                     |                                                                  |           |                       |        |
| Faro                | Aeropuerto de Faro                  | British Airways (Chárter estacional) (inicia 20 de mayo de 2024) |           |                       |        |

## Estadísticas
Ver fuente y consulta Wikidata.
| 1997                                            | 56.043  | 3.121 |
| 1998                                            | 49.095  | 2.740 |
| 1999                                            | 103.504 | 2.329 |
| 2000                                            | 162.704 | 3.261 |
| 2001                                            | 187.519 | 4.736 |
| 2002                                            | 199.146 | 4.340 |
| 2003                                            | 205.505 | 4.728 |
| 2004                                            | 234.487 | 4.309 |
| 2005                                            | 199.357 | 4.146 |
| 2006                                            | 341.719 | 4.748 |
| 2007                                            | 427.586 | 5.733 |
| 2008                                            | 438.996 | 5.825 |
| 2009                                            | 345.857 | 4.185 |
| 2010                                            | 339.432 | 3.848 |
| 2011                                            | 405.697 | 3.839 |
| 2012                                            | 398.209 | 3.326 |
| 2013                                            | 384.973 | 3.156 |
| 2014                                            | 350.257 | 2.595 |
| 2015                                            | 284.482 |       |
| Fuente: United Kingdom Civil Aviation Authority |         |       |

El número de pasajeros de 2005 cayó tras una reducción de vuelos por parte de Ryanair a Londres Stansted debido a las restricciones ante la ausencia de una zona de seguridad de pista. Los servicios fueron posteriormente restituidos tras iniciarse los trabajos de ampliación de pista. En 2006 se iniciaron los nuevos vuelos de Ryanair a East Midlands, Liverpool y Glasgow Prestwick, con el vuelo a Brístol comenzando en noviembre de 2007.
El número de pasajeros en 2008 fue de 438.996, pero cayó un 21,2% en 2009 hasta los 345.857 debido a las cancelaciones de vuelos y rutas pese al anuncio de nuevos vuelos y la retirada del límite de pasajeros por vuelo en las operaciones existentes tras la conclusión de la ampliación de pista.
| Puesto | Aeropuerto        | Pasajeros | Variación % |
| ------ | ----------------- | --------- | ----------- |
| 1      | Londres–Stansted  | 58.604    | 41,7%       |
| 2      | Mánchester        | 54.844    | 1.418,0%    |
| 3      | Liverpool         | 23.055    | 36,1%       |
| 4      | Glasgow           | 15.588    | 40,8%       |
| 5      | Edimburgo         | 6.713     | nueva ruta  |
| 6      | Palma de Mallorca | 2.644     | nueva ruta  |
| 7      | Faro              | 1.776     | nueva ruta  |

## Incidentes y accidentes
- 29 de marzo de 2006 - la aerolínea irlandesa Eirjet presentó una reclamación después de que un vuelo desde el Aeropuerto de Liverpool John Lennon a la Ciudad de Derry operado para Ryanair aterrizase en el aeródromo incorrecto, tomando en el aeródromo de Ballykelly, una antigua base de la RAF y más recientemente una base de la armada a unos diez kilómetros de su destino previsto.
- 24 de mayo de 2007 - El aeropuerto fue cerrado por la CAA tras una inspección. Entre los problemas encontrados se hallaba la falta de un plan de control de aves efectivo, incorrectas reparaciones de la plataforma de aparcamiento de aeronaves y un insuficiente drenaje de pista.[24] Cuatro días más tarde, tras una reinspección, la CAA permitió al aeropuerto reabrir. Los cambios efectuados en el aeropuerto incluían colocar redes sobre los cultivos y campos cercanos al lugar, reparación de la plataforma de aparcamiento de aeronaves y trabajos menores de drenaje en la pista. Todos los vuelos cancelados, incluyendo los de British Airways y Ryanair fueron pronto recuperados en su totalidad.[25]